# Tiridates I
Tiridates I (orm:Տրդատ Ա) – król Armenii w latach 54 n.e. - 59 n.e. (ponownie 62 n.e. - 72 n.e.). Założyciel armeńskiej linii partyjskiej dynastii Arsacydów.
Syn króla partyjskiego Wononesa II i brat Wologazesa I. Armenia pozbawiona rodzimej dynastii stała się celem ekspansji państwa partyjskiego. Arsacydzi musieli stoczyć szereg wojen partyjsko-rzymskich, zanim Tiridates zasiadł na tronie Armenii.

## Wczesne lata
Tiridates był synem Wononesa II i greckiej konkubiny.Dorastał w niespokojnym okresie, ponieważ przedstawiciele bocznych linii podejrzewani o ambicje sięgnięcia po tron mogli być zgładzeni. Wraz ze swoim ojcem rządy wuja Gotarzesa II spędził w środkowym Iranie. W 53 r. n.e Wologazes I najechał Armenię, zdobył jedną z jej stolic Artaksatę i proklamował królem zdobytego kraju Tiridatesa. W Rzymie takie działanie uznano za naruszenie wcześniejszych ustaleń z królem Fraatesem IV, które dało cesarstwu prawo do wyznaczania królów Armenii. Po rzymskim kontrataku Partowie wycofali się z Armenii.

## Zmagania z Rzymem
Cesarz Neron wiosną 58 r. n.e. wysłał armię pod dowództwem Gnejusza Domicjusza Korbulona w celu przywrócenia rzymskiego panowania nad Armenią. Nowym królem z namaszczenia Rzymu został Hasmonejczyk Arystobul, który otrzymał Mniejszą Armenię. Tymczasem Korbulo pozyskując dodatkową pomoc od uznającego zwierzchność Rzymu Antiocha IV z Kommageny kontynuował marsz w kierunku Artaksaty, którą spalił po wycofaniu się Tiridatesa. Pomimo oporu jaki stawiali Ormianie legiony dotarły do Tigranocerty, a kraj został w całości okupowany przez Rzymian. Na tron z woli Nerona wprowadzony został potomek królów Kapadocji pod imieniem Tigranes VI. Korbulo w nagrodę został namiestnikiem Syrii, a Tigranes VI otrzymał 1000 legionistów, trzy pomocnicze kohorty i dwa oddziały jazdy, żeby obronić kraj przed Partami.